# Непер (одиниця вимірювання)
Не́пер (Нп, Np) — безрозмірнісна одиниця вимірювання логарифма співвідношення двох однорідних величин. Непер не входить в систему одиниць SI, однак за рішенням Генеральної конференції мір та ваг допускається його застосування без обмежень спільно із SI. Одиниця названа на честь Джона Непера, який ввів у математику поняття логарифма. Міжнародне позначення — Np. Як і бел та децибел Непер є одиницею логарифмічної шкали. Різниця між ними в тому, що співвідношення величин, виражене в белах (децибелах), передбачає використання десяткових логарифмів, тоді як для співвідношень у Неперах використовуються натуральні логарифми. Співвідношення величин x1 і x2  у неперах:
{\displaystyle N=\ln {\frac {x_{1}}{x_{2}}}=\ln x_{1}-\ln x_{2}.}
Непер частіше використовується для відображення співвідношень таких величин, як напруга або сила струму, тоді як бели і децибели зазвичай застосовуються для відображення співвідношень енергетичних величин: потужності , потоку енергії тощо. У цьому випадку можна виразити непер через бели і децибели та навпаки:
{\displaystyle 1\ {\mbox{Np}}={\frac {20}{\ln 10}}\ {\mbox{dB}}\approx 8,6859\ {\mbox{(dB);}}}
{\displaystyle 1\ {\mbox{Np}}={\frac {2}{\ln 10}}\ {\mbox{B}}\approx 0,86859\ {\mbox{(B);}}}
{\displaystyle 1\ {\mbox{dB}}={\frac {\ln 10}{20}}\ {\mbox{Np}}\approx 0,115129\ {\mbox{(Np);}}}
{\displaystyle 1\ {\mbox{B}}={\frac {\ln 10}{2}}\ {\mbox{Np}}\approx 1,15129\ {\mbox{(Np).}}}